# Goldmaskenspecht
Der Goldmaskenspecht (Melanerpes flavifrons) ist eine Vogelart aus der Familie der Spechte (Picidae). Diese sehr kleine Spechtart besiedelt ein relativ großes Gebiet im zentralen östlichen Südamerika. Goldmaskenspechte bewohnen feuchte Wälder, aber auch Zuckerrohrfelder, Palmenhaine und Obstgärten. 
Die Nahrung besteht offenbar überwiegend aus Früchten, Beeren und Samen. Die Art wird von der IUCN aufgrund ihres großen Verbreitungsgebietes und des offenbar zumindest nicht stark abnehmenden Bestandes als ungefährdet („least concern“) eingestuft.

## Merkmale
Goldmaskenspechte sind sehr kleine Spechte mit langem, meißelförmig zugespitztem und an der Basis recht breitem Schnabel. Der Schnabelfirst ist nur ganz leicht nach unten gebogen. Die Körperlänge beträgt etwa 17 cm, das Gewicht 49–64 g; sie sind damit nur wenig größer als ein Kleinspecht, aber deutlich schwerer. Die Art zeigt wie die meisten Spechtarten bezüglich der Färbung einen deutlichen Geschlechtsdimorphismus, Weibchen sind außerdem etwas kleiner und kurzschnäbeliger als Männchen. 
Bei beiden Geschlechtern ist der obere Rücken auf bläulich schwarzem Grund kräftig weiß gestrichelt, der übrige Rücken, der Bürzel und die Oberschwanzdecken sind weiß mit einigen schwarzen Flecken, die Oberschwanzdecken haben außerdem schwarze Schaftstriche. Die Oberflügeldecken sind einfarbig glänzend blau-schwarz, die Oberseite der Schwingen ist braunschwarz mit einem bläulichen Glanz auf den Außenkanten. Die Innenfahnen der Armschwingen und der Schirmfedern zeigen auf diesem Grund weiße Bänder. Der Oberschwanz ist schwarz, die beiden Mittelfedern zeigen oft ein oder zwei weiße Bänder auf den Innenfahnen. Die blassgraue bis gelblich-olive Brust wird nach unten durch ein breites rotes Querband begrenzt, das sich hinten bis auf den Bauch fortsetzt. Die übrige Rumpfunterseite ist weißlich, oft oliv oder gelblich braun überhaucht. Die Flanken, die Beinbefiederung und die Unterschwanzdecken sind auf diesem Grund kräftig dunkel pfeilspitzenartig gebändert. Die Unterflügel sind braun mit weißen Binden. Der Unterschwanz ist braun, die äußeren Federn sind häufig olivbraun.
Der Schnabel ist schwarz. Beine und Zehen sind oliv mit einem Grün- oder Braunton. Die Iris ist schwarz bis blau-schwarz, bei Jungvögeln braun. Beide Geschlechter zeigen einen weißlichen bis orange-gelben Augenring.
Beim Männchen ist die Stirn goldgelb, Oberkopf und Nacken sind rot. Ein sehr kräftiger schwarzer Augenstreif beginnt an der Schnabelbasis und zieht sich, das Auge unten und oben einfassend, über die oberen Ohrdecken nach hinten entlang der hinteren Halsseiten bis zum oberen Rücken. Die übrigen Kopfseiten, Kinn und Kehle sind einfarbig leuchtend gelb. Weibchen fehlt die Rotfärbung des Kopfes; Oberkopf und Nacken sind wie die übrige Oberseite einfarbig blau-schwarz.

## Lautäußerungen
Die Art ist sehr ruffreudig, häufig äußern die Tiere ein „kikikiki“, die Flugrufe klingen wie „benedito“. Wenn sich Artgenossen treffen, rufen sie gereiht „chlit“. Die Tiere trommeln und nutzen dazu vor allem große Bäume.

## Verbreitung und Lebensraum
Das Verbreitungsgebiet des Goldmaskenspechts umfasst ein relativ großes Gebiet im zentralen östlichen Südamerika. Es erstreckt sich über die brasilianischen Bundesstaaten Bahia, Goiás, Minas Gerais, Rio de Janeiro und Rio Grande do Sul nach Süden bis in den Osten Paraguays und in den Bundesstaat Misiones im Nordosten Argentiniens. Die Größe des Gesamtverbreitungsgebietes wird auf 1,56 Mio. km² geschätzt.
Goldmaskenspechte bewohnen feuchte Wälder, aber auch die sie ersetzende Vegetation wie Zuckerrohrplantagen, Palmenhaine und Obstgärten. Die Tiere kommen von den Niederungen bis in 1800 m Höhe vor.

## Systematik
Nach Winkler et al. bildet die Art eine Superspezies mit dem Gelbbrauenspecht. Im Vergleich mit küstennahen Populationen sind die Tiere im Nordwesten des Verbreitungsgebietes meist viel heller auf der Unterseite mit gelblicher Kehle, weißlich grauer Brust und einem orangen Bauchfleck. Da die Art jedoch im gesamten Verbreitungsgebiet eine erhebliche Variabilität zeigt, sehen Winkler et al. keine gesicherte Grundlage zur Anerkennung von Unterarten.

## Lebensweise
Die Tiere werden gewöhnlich in kleinen Gruppen beobachtet, mehrere Individuen benutzen dieselben Schlafhöhlen. Die Nahrung ist bisher kaum bekannt, sie besteht offenbar überwiegend aus Früchten, Beeren und Samen, letztere werden auch in Depots gelagert. 
Die Brutzeit erstreckt sich im größten Teil des Verbreitungsgebietes von Januar bis April. Die Nisthöhlen werden in Bäumen gebaut. Offenbar brüten die Tiere häufig in Gruppen, bis zu drei Männchen und zwei Weibchen wurden bei der Fütterung der Jungen an einer Höhle beobachtet. Die Jungvögel schlafen nach dem Ausfliegen auch weiter in der Bruthöhle. Weitere Angaben zum anscheinend ausgeprägten Sozialverhalten und zur Brutbiologie liegen bisher nicht vor.

## Bestand und Gefährdung
Die Art gilt als relativ häufig, Angaben zur Größe des Weltbestandes und zum Bestandstrend gibt es nicht. Auf Grund des sehr großen Verbreitungsgebietes und des offenbar zumindest nicht stark abnehmenden Bestandes wird die Art von der IUCN als ungefährdet („least concern“) eingestuft.